# 卡拉姆魯德村
卡拉姆魯德村（波斯語：كلامرود），是伊朗吉兰省阿姆拉什县兰库区索馬姆鄉的一个村。2006年人口普查顯示該村人口为197人，分佈在81个家庭中。